# Sophus Michaelis
Pour l’article homonyme, voir Michaelis.
Sophus Michaelis (Sophus August Berthel Michaëlis), né le 14 mai 1865 à Odense, mort le 28 janvier 1932 à Copenhague, est un poète danois.

## Biographie
Le père de Michaelis était allemand. Sa mère, d'origine espagnole, mourut quand il n'était qu'un petit garçon. Les exploitants d'une pharmacie de sa ville natale se rendirent compte de ses grands talents et lui assurèrent une bonne éducation. Après l'Abitur, il étudia la linguistique, l'histoire de l'art et la musique. Des voyages en Italie, en Grèce et en Égypte lui permirent d'approfondir ses connaissances de la culture classique de ces pays. Des expériences variées lui fournirent une base solide pour les romans historiques tels que Den evige søvn (en français le Sommeil éternel, 1912), qui nous montre l'expédition de Napoléon en Russie, ou Hellener og Barbar (1914). Dans Revolutionsbryllup il arrive à maîtriser des contenus spectaculaires.
Il était avant tout un poète capable d'exprimer ses sentiments en vers élégants. Il fut de son temps l'écrivain le plus populaire de son pays et ses ouvrages connurent de nombreuses éditions.
Michael était marié à l'écrivain Karin Michaelis. Il se remariera avec Astrid Nystrœm.

## Œuvres
- Digte (1889)
- Solblomster (1893)
- Sirener (1898)
- Livets Fest (1900)
- Blaaregn (1913)
- Romersk Foraar (1927)

## Filmographie
- 1918 : Le Vaisseau du ciel (scénario)

## Source
- Karin Michaelis: Der kleine Kobold – Lebenserinnerungen, Freiburg im Breisgau 1998